# Dahadano Botombawo
Dahadano Botombawo is een bestuurslaag in het regentschap Nias van de provincie Noord-Sumatra, Indonesië. Dahadano Botombawo telt 814 inwoners (volkstelling 2010).